# Mike Smith (friidrottare)
Michael ("Mike") C. Smith, född den 16 september 1967, är en kanadensisk före detta friidrottare som tävlade i mångkamp.
Smith deltog vid VM 1991 i Tokyo där han blev silvermedaljör efter Dan O’Brien då han noterade 8 549 poäng i tiokamp. 1993 deltog han vid inomhus-VM i Toronto där han blev silvermedaljör i sjukamp, en gren som då var uppvisningsgren vid mästerskapen. 
Han blev bronsmedaljör vid VM 1995 i Göteborg. Vidare vann han guld vid Samväldesspelen både 1990 och 1994.

## Personliga rekord
- Sjukamp - 6 279 poäng
- Tiokamp - 8 626 poäng